# Baar (Landschaft)

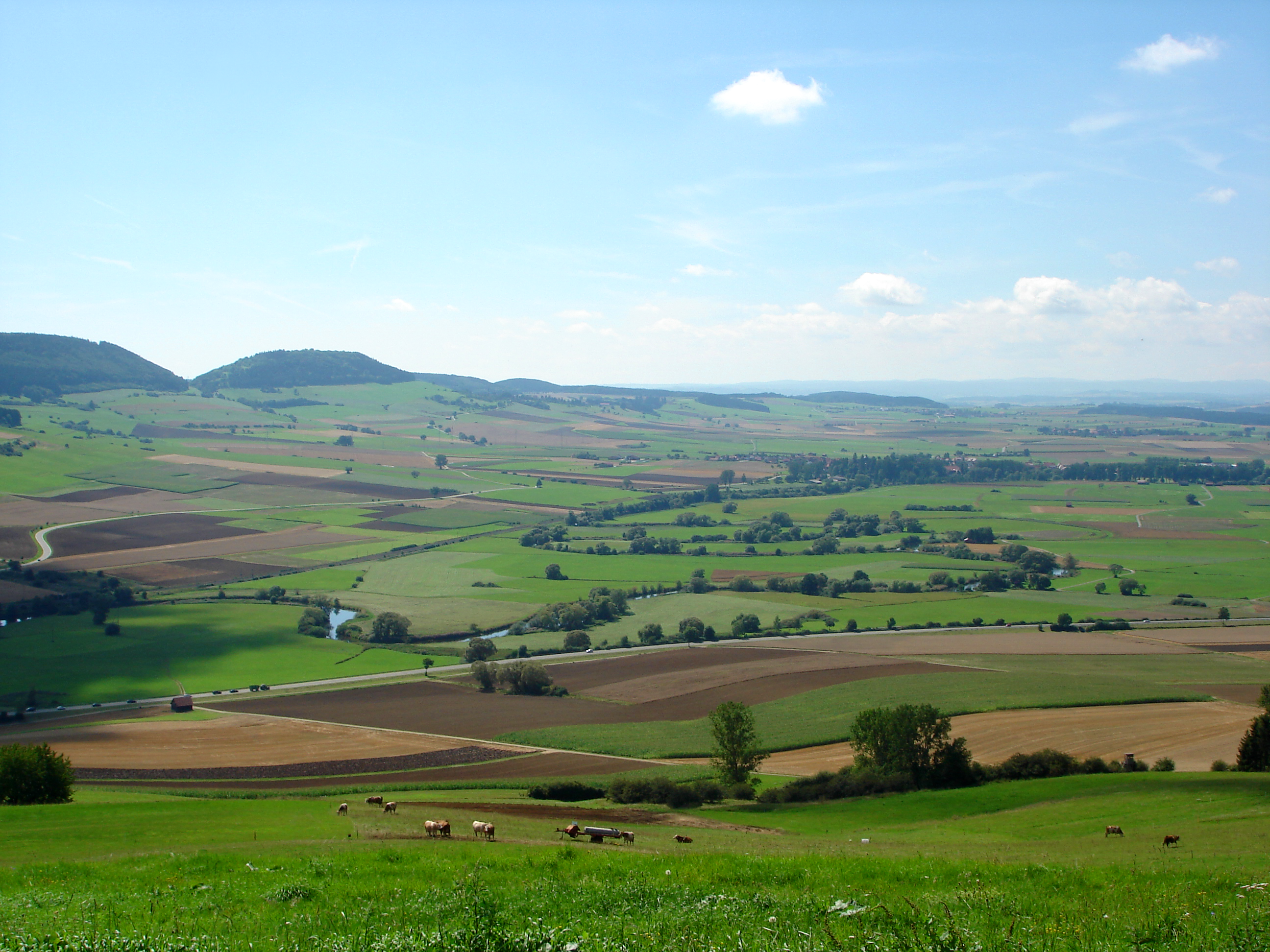
Blick vom Wartenberg auf Baar und Donau

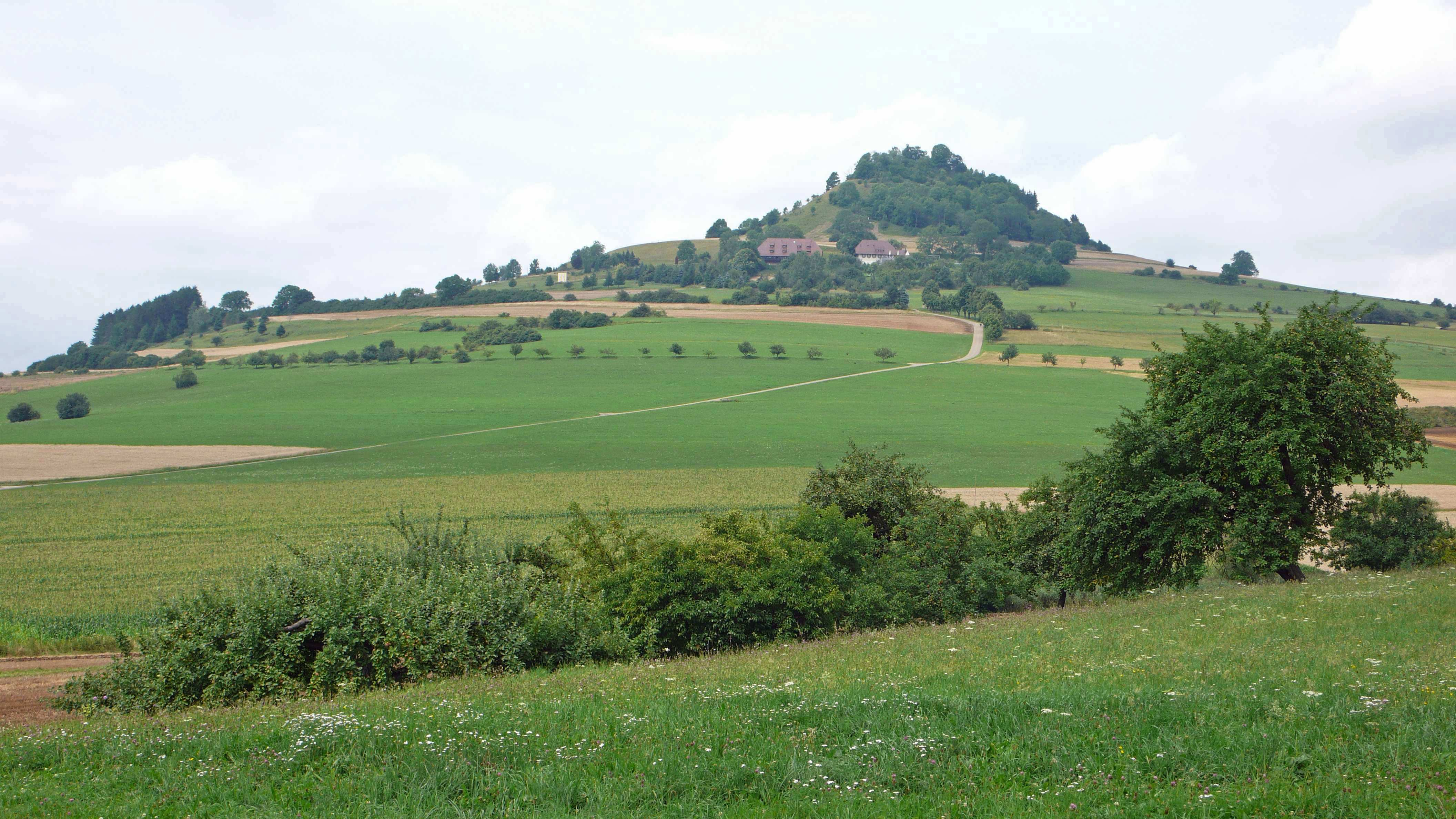
Baar-Hochebene mit Hohenkarpfen

Mit Baar bzw. Baarhochmulde wird heute die in ihrem Kerngebiet auf etwa 670 bis 750 Meter Höhe gelegene Hochebene zwischen Schwarzwald und Schwäbischer Alb in Südwestdeutschland bezeichnet. Der Name entstammt der ehemaligen Landgrafschaft Baar (siehe auch historische Baaren), die jedoch einen etwas größeren Umfang hatte. Die naturräumliche Baar umfasst eine Fläche von 410 km². Die höchste Erhebung ist der Jura-Zeugenberg Lupfen mit 976 Metern; vorherrschendes Gestein der Landschaft ist jedoch der Muschelkalk, weshalb die Baar als Teil der Gäue eingeordnet wird.

## Naturräumliche Gliederung
Die Baar ist ein Naturraum der Neckar- und Tauber-Gäuplatten (Haupteinheit 12) im Südwestdeutschen Schichtstufenland. Sie führt die Nr. 121 in der Systematik des Handbuchs der naturräumlichen Gliederung Deutschlands und gliedert sich dort wie folgt in Untereinheiten (Nachkommastellen):
- 121 Baar
  - 121.0 (keine Namensgebung)[6]
    - 121.00 Villinger-Bräunlinger Schwarzwaldvorland (Blatt Konstanz; = 121.10 Baar-Gäuplatte auf Blatt Sigmaringen)

  - 121.1/2 Baaralbvorland (Blatt Konstanz; = 121.20/30 auf Blatt Sigmaringen)
    - 121.10 Liasplatten der nördlichen Baarhochmulde (Blatt Konstanz; = 121.20 Liasplatten der Baar auf Blatt Sigmaringen)
    - 121.12 Riedbaar
    - 121.13 Südliches Baaralbvorland
    - 121.2 Nördlicher Baaralbsockel und Lupfenbergland (Blatt Konstanz; = 121.30 Baaralbvorberge auf Blatt Sigmaringen)

Im allgemeinen Sprachgebrauch werden auch die Gebiete der südöstlich angrenzenden Baaralb mit der Landschaftsbezeichnung „Baar“ bezeichnet.

## Begrenzende Landschaften
Die naturräumliche Haupteinheit 121 Baar wird, im Uhrzeigersinn geordnet, von den folgenden Haupteinheiten eingerahmt:
- Obere Gäue (122) im Norden
- Südwestliches Albvorland (100) im Nordosten
- Baaralb (092), bzw. nach anderer Gliederung (092) Baaralb und Oberes Donautal mit Untergebiet (92.1) Baaralb im Osten und Südosten
- Alb-Wutach-Gebiet (120) im Südwesten
- Südöstlicher Schwarzwald (154) im Westen
- Mittlerer Schwarzwald (153) im Nordwesten

Zur Baaralb nach Osten und Süden wird die Baar begrenzt von Bergen mit einer relativ einheitlichen Höhe um 900 Meter (Blatthalde, Fürstenberg u. a.); nach Südosten sinkt die Höhenlage zum die Gäue fortsetzenden, jedoch zur Wutach entwässernden Alb-Wutach-Gebiet. Vom Hegau im Südosten ist sie durch den Höhenzug der Baaralb und Hegaualb getrennt.

## Landschaft

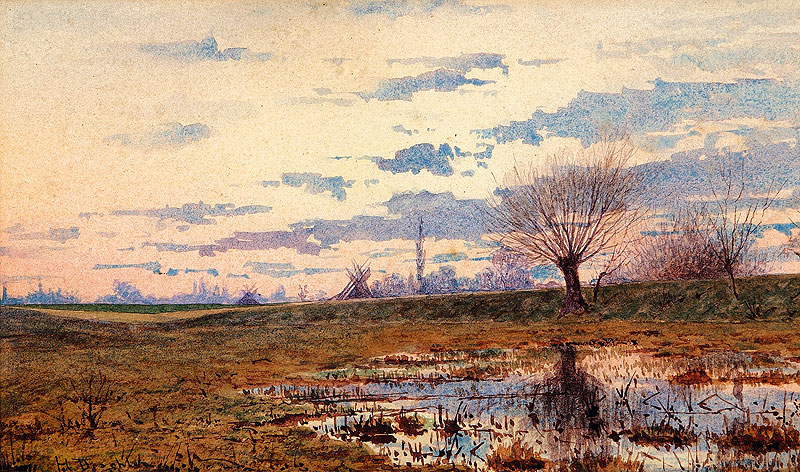
Hermann Dischler (1867–1935): Die Baar

Auf der Baar liegt die Quelle des Neckars (Schwenninger Moos) und die Donauquelle im Schlosspark Donaueschingen. Die dort zusammenfließenden Quellflüsse der Donau – Brigach und Breg entspringen jedoch außerhalb des Naturraums Baar bei Furtwangen im Schwarzwald und St. Georgen im Schwarzwald. Allerdings findet man wiederum auf der Baar die Quellen des Krähenbachs und der Elta, die ersten Zuflüsse der Donau nach der Donauversinkung bei Immendingen und Möhringen, wo die Donau den Großteil des Jahres komplett versickert.
Bei Donaueschingen befindet sich ein flaches Kaltluftbecken, das zu den kältesten Flecken in Deutschland gehört. Hier kommt es im langjährigen Durchschnitt bereits am 20. September zum ersten Nachtfrost – und damit noch früher als im nahegelegenen Schwarzwald.
Der Nordosten der Baar ist eine durch tiefe Täler zergliederte Landschaft, mit Zeugenbergen des Jura wie dem Hohenkarpfen und dem Lupfen (975,5 m ü. NHN, König der Baar) als höchste Erhebung.

## Städte und Ortschaften in der Baar

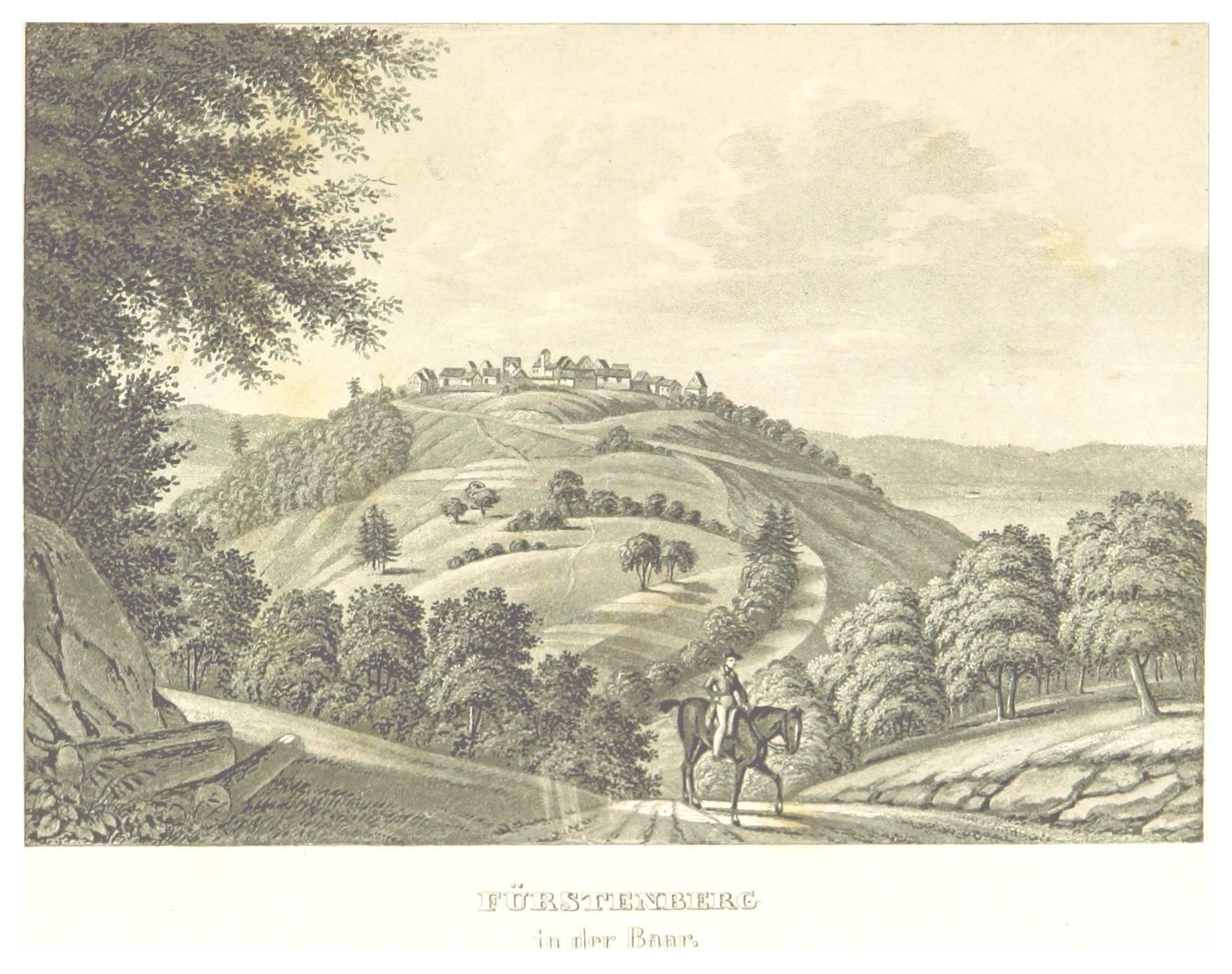
Die 1841 durch einen Großbrand zerstörte Kleinstadt Fürstenberg in der Baar (bei Donaueschingen) wurde nicht wieder aufgebaut (Ansicht um 1840)

Die Baar als Landschaft bildet den Kernbereich der Region Schwarzwald-Baar-Heuberg und umfasst den Schwarzwald-Baar-Kreis mit Ausnahme dessen nordwestlicher Gebiete, den westlichsten Teil des Landkreises Tuttlingen und den südlichsten Teil des Landkreises Rottweil und ragt im Westen bis in den Landkreis Breisgau-Hochschwarzwald hinein.
In der Baar liegen die Mittelstädte Donaueschingen und Villingen-Schwenningen, wobei der westliche Teil des Stadtteils Villingen schon dem Schwarzwald zugeordnet wird.
Die Kleinstädte der Baar sind (von Norden nach Süden):
- Trossingen
- Bad Dürrheim
- Bräunlingen
- Hüfingen

Auch Geisingen, Löffingen und Blumberg liegen historisch auf der Baar, werden aber im Handbuch der naturräumlichen Gliederung Deutschlands nicht der Baar zugeordnet.
Weitere eigenständige Gemeinden sind (von Norden nach Süden):
- Dauchingen
- Aldingen
- Hausen ob Verena
- Gunningen
- Durchhausen
- Tuningen
- Brigachtal
- Seitingen-Oberflacht
- Talheim

Auch Mönchweiler und Königsfeld im Schwarzwald werden gelegentlich der Baar zugeordnet.
Auf der Baaralb liegen z. B. Öfingen und Ippingen.

## Geschichte
Ursprünglich gab es im karolingischen Alamannien drei Baaren, die Ost-, die West- und die Albuinsbaar. Es handelte sich hierbei um große Verwaltungseinheiten, die aus mehreren Bezirken bestanden. Der Bereich der heute Baar genannten Landschaft war die Adelhartsbaar, ein Teil der Westbaar. Das Gebiet um Rottweil bildete vom 8. bis 10. Jahrhundert die Grafschaft Baar.
Später wurden die Grafen von Sulz mit der Baar belehnt, die schon im 11. Jahrhundert in dieser Gegend erschienen. Graf Hermann von Sulz überließ 1282 die Grafschaft Baar König Rudolf I., welcher sie dem Grafen Heinrich von Fürstenberg verlieh. Dessen Nachkommen ist sie bis ins 19. Jahrhundert verblieben.